# R 9 (sommergibile Italia)
L'R 9 è stato un sommergibile della Regia Marina.

## Storia
Appartenente alla classe R, all'annuncio dell'armistizio era in costruzione sullo scalo.
Caduto in mano tedesca, assunse la nuova denominazione di U. IT. 6. Per via della necessità, da parte della Kriegsmarine, di grossi sommergibili da trasporto, fu deciso di proseguire la costruzione; essendoci però grande carenza di materiali, i lavori progredirono ad un ritmo lentissimo.
Solo nel febbraio 1944 fu possibile vararlo.
Il 16 marzo 1945, nel corso di un pesante bombardamento aereo alleato, sui cantieri di Monfalcone, fu colpito con gravi danni, e da quel momento fu abbandonato incompleto.
Il 1º maggio 1945 le truppe tedesche ormai prossime alla resa distrussero completamente ciò che restava del sommergibile, che affondò su bassifondali.
Nel 1946 il relitto fu recuperato e smantellato.